# Полтавський трамвай
Полтавський трамвай — заплановане, але так і не здійснене будівництво трамвайної мережі у місті Полтаві.

## Історія
Ідеї відкриття у Полтаві трамвая почали з'являтися ще на початку ХХ століття. Губернське місто доволі швидко розвивалося, однак ніякого громадського транспорту у місті не було. Вперше проєктування лінії трамвая почалося близько 1913 року. За проєктом вона мала зв'язати два залізничні вокзали міста: Київський та Південний. Ідея мала широку підтримку в середовищі тодішнього керівництва міста. За деякими даними, було виділено кошти і навіть укладено угоду із бельгійськими акціонерами. Однак цьому тоді завадила Перша світова війна і лінію збудовано не було.
Вдруге проєкт будівництва у місті трамваю було запропоновано у 1922—1924 роках. Було розпочато будівництво: виділили кошти, придбали рейки і почали будувати. Але із невідомих причин будівництво було призупинене і, за деякими даними, рейки (ширина 1524 мм) і виділені кошти пішли на інші потреби.
Втретє питання про будівництво трамвая у Полтаві було поставлене напередодні Другої світової війни. Збереглися спогади тодішнього головного архітектора міста про візит до Києва 1939 року і участь у засіданні Міністерства комунального господарства, де, зокрема, було розглянуто питання про будівництво трамвая, але на перешкоді знову стала війна.
Донедавна існувала легенда, що в 1962 році було збудовано трамвайну лінію, але в останній момент трамвай було вирішено не відкривати і вже готову лінію було розібрано. Однак це припущення виявилося хибним — залишками трамвайної колії вважали залізничну під'їзну гілку, що проходила вздовж вулиці Соборності.